# Ryugasaki
Ryugasaki (龍ヶ崎市 -shi) é uma cidade japonesa localizada na província de Ibaraki.
Em 2003 a cidade tinha uma população estimada em 78 888 habitantes e uma densidade populacional de 1 008,93 h/km². Tem uma área total de 78,19 km².
Recebeu o estatuto de cidade a 20 de Março de 1954.